# 1853년 주화법
1853년 주화법(영어: Coinage Act of 1853), 10 Stat. 160은 미국 의회에서 통과된 법안으로, 실버 하프 다임, 다임, 쿼터 달러, 하프 달러의 은 함량을 낮추고 3달러 금화를 허가했다. 이는 국가의 은 부족을 안정화하려는 의도였지만, 실제로는 미국이 복본위제를 완전히 포기하고 금본위제를 채택하는 방향으로 나아가게 했다.
미국에서 소액 은화는 은의 지금(地金) 가치가 액면가를 훨씬 초과하면서 사라지고 있었다. 이에 대응하여 의회는 대부분의 은화 가치를 과대평가하고 미국 조폐국이 새로운 주화를 위해 지금을 구매하도록 승인하는 법안을 논의했다. 이 법안은 대부분의 은화의 은 함량을 7% 낮추었고, 1853년 2월 21일 법으로 제정되었다.
1853년 법은 소액 주화의 유통을 증가시켜 미국의 은 부족 위기를 끝내고, 건국 이래 처음으로 충분한 은화 공급을 제공했다. 그러나 남북 전쟁 발발 시점에는 대부분의 금속 주화가 매장되었고, 국가는 주로 그린백으로 전환되었다. 은과 금 사이의 논쟁이 마침내 해결된 것은 1873년이었으며, 복본위제의 모든 전제는 금본위제를 선호하여 대체되었다.

## 배경
1792년부터 미국에서는 은과 금 모두 법정 통화였으며, 시민들은 지금 형태로 미국 조폐국에 두 금속을 예치할 수 있었다. 조폐국은 법적으로 정의된 금과 은의 무게 비율에 따라 예금자에게 각각 금화 또는 은화를 제공했다. 이러한 복본위제 표준은 불안정하기 쉬웠는데, 금과 은 지금의 가치가 세계 시장에서 변동할 수 있어, 상황에 따라 미국 금화와 은화의 가치가 과대평가되거나 저평가될 수 있었다. 이로 인해 대부분의 미국 금과 은은 지금으로 팔리기 위해 수출되었고, 국내에서 유통되는 대부분의 주화는 외국에서 온 것이었다.
앤드루 잭슨 대통령은 1834년에 금을 약간 과대평가하여 금 1온스당 은 16온스의 가치에 맞춤으로써 금과 은의 유통을 모두 늘리려고 했다. 1834년 주화법은 처음에는 성공적이었는데, 조폐국의 16:1 비율이 금과 은의 세계 시장 가격 비율과 운 좋게도 거의 일치하여, 투기꾼들이 은화를 녹여 지금으로 해외에 판매함으로써 얻는 이점을 제한하고 예금자들이 금 지금을 주화로 바꾸도록 유인했다. 미국은 1840년대 초반 내내 금과 은의 순유입을 경험했으며, 소액 은화는 소규모 사업 거래에서 주요 교환 수단이 되었다.

## 주화 부족

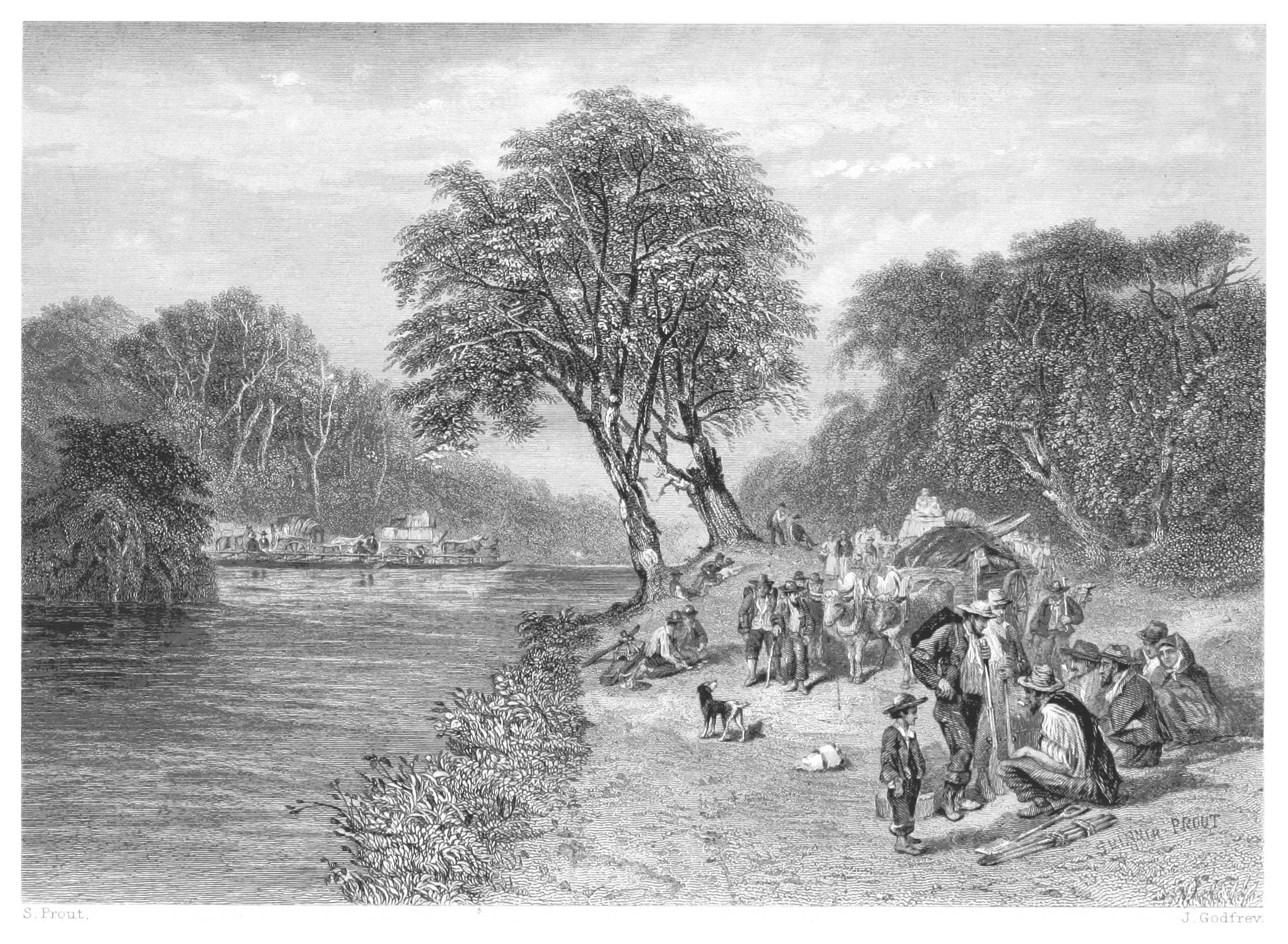
호주 금광 채굴자들의 모습

그러나 1847년까지 은과 금의 세계 비율은 15.66:1로 떨어져 조폐국의 법적 비율과 충돌하게 되었다. 1849년에는 캘리포니아 골드러시의 시작과 1851년 호주에서의 새로운 금광 발견으로 이 비율은 급격히 악화되었다. 이러한 새로운 금 발견은 연간 금 생산량을 1840년대 평균 3600만 달러에서 1853년까지 1억 5500만 달러로 4배 이상 증가시켰다.
금이 세계 통화 시장에 넘쳐나면서 공급량 증가로 인해 상품 가격이 하락했다. 이는 다시 금에 대한 은의 가격이 급등하게 만들었다. 미국 은은 프리미엄이 붙었다. 은의 지금 가치가 미국 은화의 액면가를 훨씬 초과하자, 투기꾼들이 은화를 녹여 더 수익성 높은 세계 시장 가치로 지금으로 팔면서 녹이기 시작하는 경우가 만연했다. 소매업과 소비자들이 소액 거래에 의존하던 소액 은화는 곧 사라지기 시작했고, 일부 사업체는 잔돈을 얻기 위해 프리미엄 가격을 지불해야 했다.

## 발안
1850년대 초반 내내 의회는 은화를 평가 절하하여 은의 가치를 과대평가하고 미국에서 은이 유출되는 것을 막기 위한 수많은 제안들을 논의했다. 그러나 1834년에 이미 의회가 금화의 유통을 개선하기 위해 사실상 금화를 평가 절하함으로써 선례를 확립했음에도 불구하고, 일부 의원들 사이에서는 화폐 가치를 조작하려는 어떤 시도에도 상당한 반대가 있었다.

### 법안 저자들의 의도
1851년 12월까지 재무부는 미국 통화의 소실이 심각한 지경에 이르렀음을 나타내는 보고서를 제출하고, 모든 형태의 은화에서 은 함량을 줄일 것을 권고했다. 재무부의 권고에 따라, 1852년 3월 상원 재무위원회를 통과한 법안은 거의 모든 미국 소액 주화를 약 7% 줄이되, 재무부 보고서와는 달리 은 달러는 변경하지 않았다. 이는 위원회 위원장 로버트 M. T. 헌터의 말처럼, 위원회가 화폐의 본질적 가치에 대한 조작에 대한 우려를 가지고 있었으며, 이 법안은 단지 국가에 은의 유통을 일부 회복시키기 위한 임시 조치로만 의도했음을 명확히 하기 위함이었다. 이 법안은 급격한 변화가 아니라 "소액 거래를 위한 경화 통화를 유지하는 목적을 달성하는 데 필요한" 최소한의 편차만을 의무화할 것이었다. 여전히 일부 상원의원들의 반대에 직면했지만, 상원 법안 271호는 상원을 통과하여 1852년 12월 미국 하원에서 심의되었다.

### 하원 통과

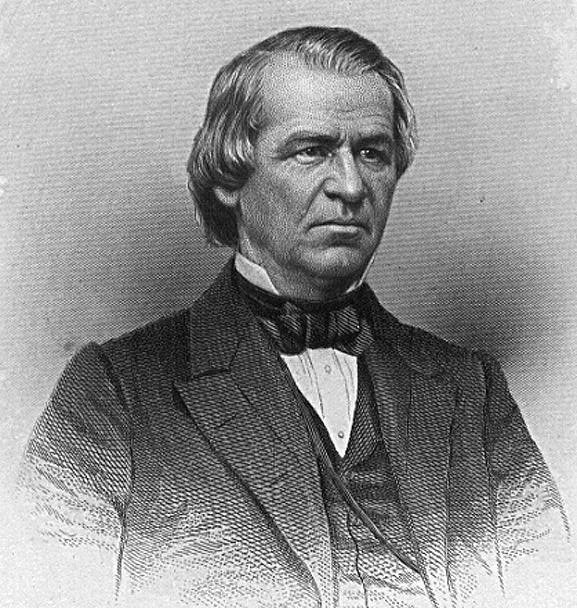
미래의 대통령인 테네시주 출신의 앤드루 존슨은 법안에 강력히 반대한 여러 의원 중 한 명이었다.

상원 법안 271호는 하원에서 수많은 장애물에 부딪혔다. 당시 테네시주 대표이자 미래의 대통령인 앤드루 존슨은 은화 평가 절하 제안에 대한 강력한 반대자 중 한 명으로, 의회가 통화의 가치를 정하는 아이디어를 "순전한 돌팔이짓 – 순전한 사기"라고 불렀다. 또한 이 법안은 미국을 완전히 금본위제로 전환하기를 원하는 일단의 의원들이 주도한 수많은 하원 수정안으로 인해 복잡해졌다. 가장 중요한 수정안은 사이러스 던햄 의원이 작성한 것으로, 새로운 은화의 법정 통화 지위를 사적 거래에서 제거하여 은을 교환 수단에서 제거하려 했다. 그러나 던햄의 수정된 법안은 상원 법안 271호가 변경 없이 통과되기를 원했던 복본위제 지지자들과 현상 유지에 강력히 반대했던 의원들 모두로부터 강력한 반대에 부딪혔다. 마침내 1853년 2월 15일, 이 법안은 몇 달 전 상원을 떠났던 것과 정확히 동일한 형태로 하원을 통과했으며, 6일 후에 법으로 제정되었다.

## 조항
1853년 2월 21일의 주화법은 은 달러를 제외한 모든 은화의 무게(즉, 은 함량)를 약 7% 줄였다. 이 법은 또한 은의 법정 통화 지위를 최대 5달러 상당의 거래로 제한했다. 또한 미국 조폐국이 조폐국의 지불 준비금을 사용하여 은 지금을 구매하여 새 주화를 만들고, 금과 교환하여 은화를 대중에게 판매하도록 승인했다. 마지막으로, 이 법은 개인 예금주가 자신의 지금을 하프 다임, 다임, 쿼터 달러, 하프 달러 주화로 주조하는 것을 금지했다.
본질적으로 이 법은 은을 명목 화폐로 만들었고, 은화의 가치를 재화와 서비스가 판매되는 대상에서 재화와 서비스가 교환되는 수단으로 변화시켰다.
변경되지 않은 은 달러는 이 법이 전통적인 은에 대한 통화 개념을 침식했음에도 불구하고 의회가 여전히 법률상 복본위제 표준을 유지하고 있음을 상원 재무위원회가 나타내는 방식이었다고 이론화되었다.

## 새 주화의 디자인
조폐국 관리들은 새로운 저중량 주화가 이전의 정중량 주화와 구별될 수 있도록 뚜렷한 표식을 가져야 한다고 결정했다. 그러나 은화 부족 수요를 충족하기 위해 가능한 한 빨리 많은 새 주화를 주조해야 할 필요성 때문에 관리들은 주화 날짜 양쪽에 화살을 찍고 쿼터와 하프 달러 뒷면에 광선 후광을 추가하는 것으로 결정했다. 심지어 이것도 문제를 야기했는데, 광선이 주형 생산을 용납할 수 없을 정도로 복잡하게 만들고 늦췄기 때문이다. 광선은 1853년 말 이전에 쿼터와 하프 달러에서 제거되었지만, 화살은 몇 년 더 새로운 주화에 유지되었다.

## 여파
조폐국 관리들의 법률 관리 부실로 논란이 일었다. 이 법은 조폐국이 새로운 주화를 만들기 위해 조폐국 지불 준비금으로만 은 지금을 구매하도록 허용했다. 그러나 조폐국장 제임스 로스 스노든은 새로운 저중량 은화를 사용하여 개인 소유주로부터 은 지금을 구매했다. 은 지금의 시장 가격이 하락했을 때도 스노든은 이러한 관행을 계속했으며, 이 법이 조폐국이 구매할 수 있는 지금의 상한을 정하지 않아 사실상 은화의 자유 주조를 허용했다. 은화는 법정 통화 한도가 5달러였기 때문에 1850년대 후반 시장에 경량 은화가 넘쳐났다. 재무장관 제임스 거스리는 과잉 생산의 결과로 잠시 쿼터와 하프 달러의 주조를 중단했지만, 과잉 공급을 초래한 조폐국 정책을 조사하지는 않았다. 국가의 은 중복 현상은 1862년 남북 전쟁으로 인해 주화가 유통에서 사라질 때까지 지속되었다.
결과적으로 이 법은 목표한 바를 달성하여 국가의 은 부족을 해결했다. 은을 줄임으로써 소액 주화는 개인 거래에서 다시 유통될 수 있는 수준에 도달했다. 새로운 주화가 더 이상 은의 무게만큼의 가치가 없었으며, 해외에서 지금으로 팔리는 것보다 미국 내에서 액면가로 더 가치가 있었기 때문에 은의 순유출이 둔화되었다.
이 법은 19세기 후반까지 이어진 금과 은 사이의 경제 논쟁의 시작이었지만, 미국에서 신용 화폐의 역할에 대한 근본적인 논의는 1970년 미국 달러가 금본위제와의 연동에서 해제되면서 비로소 진정으로 해결될 것이었다.

## 같이 보기
- 1792년 주화법
- 1834년 주화법
- 1849년 주화법
- 1857년 주화법
- 1864년 주화법
- 1873년 주화법
- 1965년 주화법
- 3달러 주화

## 더 읽어보기
- Allen, Larry (2009). 《The Encyclopedia of Money》 2판. 샌타바버러, CA: ABC-CLIO. 77–79쪽. ISBN 978-1598842517.